# Wilhelm T. Unge

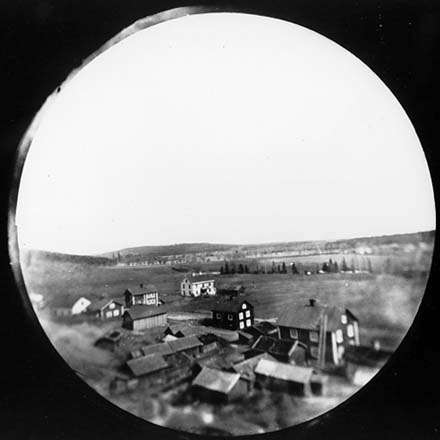
Bức ảnh trên không này chụp cảnh Karlskoga có thể đã sử dụng một trong những tên lửa của Đại úy W.T. Unge mang theo một trong những máy ảnh Alfred Nobel vào khoảng năm 1897.

Nam tước Wilhelm Theodor Unge (1845 – 1915), là một kỹ sư quân sự đã phát minh ra máy đo từ xa và nhiều cải tiến khác nhau cho pháo binh. Ông sinh ra ở Stockholm, Thụy Điển, vào năm 1845. Ông hợp tác với Alfred Nobel nhằm cải thiện tầm bắn và độ chính xác của tên lửa Hale, bằng cách sử dụng các loại nhiên liệu cải tiến và phóng từ đại bác. Có thể một trong những tên lửa của ông đã mang theo máy ảnh Nobel đã thực hiện bức ảnh chụp từ trên không đầu tiên từ một tên lửa vào tháng 4 năm 1897.
Sau khi Nobel qua đời vào năm 1896, Unge đã nhận được bằng sáng chế cho tên lửa cải tiến, một số được bán cho vài quốc gia khác. Năm 1908, ông đã bán bằng sáng chế của mình cho Friedrich Krupp.
Năm 1977, Unge được giới thiệu vào Đại sảnh Danh vọng Không gian Quốc tế.